# Đặng Văn Minh
Trần Kiên (1 tháng 1, 1910 – 22 tháng 3, 2000), tên khai sinh Đặng Văn Minh, là nhà hoạt động cách mạng và chính trị gia người Việt Nam. Ông tham gia cách mạng thời kỳ tiền khởi nghĩa. Trong kháng chiến chống Pháp, ông từng giữ chức Phó bí thư Tỉnh ủy Hà Nam, Bí thư Tỉnh ủy Kiến An và giữ chức Bí thư Thành ủy Hải Phòng những năm kháng chiến chống Mỹ.

## Thời kỳ đầu
Ông sinh ngày 1/1/1910 với tên khai sinh là Đặng Văn Minh, tại làng Bách Tính nay thuộc xã Nam Hồng, huyện Nam Trực, tỉnh Nam Định Khi hoạt động bí mật có bí danh Mỹ, Chấn, Trần Kiên.
Được các chiến sĩ cộng sản lớp đầu ở nhà máy xi măng như Đào Duy Thỉnh, Lê Đông, Phương, Bồi,... giúp đỡ và giáo dục, Đặng Văn Minh đã tham gia các hoạt động cách mạng từ năm 1931, tham gia ái hữu ở đây. Năm 1937 được Chi bộ Đảng cộng sản Đông Dương của nhà máy kết nạp vào Đảng, năm 1938 được chỉ định làm bí thư chi bộ một phân xưởng.
Đầu năm 1946, ông được chỉ định tham gia Ban thường vụ tỉnh ủy Nam Định. Năm 1947, Xứ ủy điều ông về Hà Nam giữ chức vụ Phó Bí thư tỉnh uỷ kiêm Chủ nhiệm Việt Minh tỉnh.
Khi liên tỉnh Hải Phòng – Kiến An tách ra ông chuyển về làm Bí thư tỉnh uỷ Kiến An từ 1948 đến 1952. Tỉnh ủy Kiến An gồm có các đồng chí Đặng Kinh, Nguyễn Hồng Cẩn, Quốc Hiên. Thời gian này toàn tỉnh Kiến An đã bị địch chiếm đóng, hoàn cảnh vô cùng khó khăn ông đã cùng Ban chấp hành tỉnh lãnh đạo quân dân Kiến An đấu tranh chống địch trên các mặt trận quân sự, chính trị, văn hoá, tư tưởng vô cùng cam go. Quyết liệt. Khi khu Tả ngạn sông Hồng thành lập ông được điều về tham gia Khu uỷ, Ủy viên uỷ ban kháng chiến hành chính khu, phụ trách khối nội chính rồi Giám đốc Công an.

## Công tác tại Hải phòng
Sau kháng chiến chống Pháp thắng lợi chuẩn bị tiếp quản khu tập kết 300 ngày, ông được cử tham gia ban thường vụ Thành uỷ Hải Phòng do ông Đỗ Mười làm Bí thư, đồng thời là Ủy viên Ủy ban hành chính kiêm Giám đốc Công an Hải Phòng. Thời gian này ông lấy tên là Trần Kiên.
Năm 1962 khi sáp nhập tỉnh Kiến An vào Thành phố Hải phòng, ông được bầu làm Phó bí thư Thành ủy, Chủ tịch Ủy ban nhân dân Thành phố cho đến năm 1966 thì ông Lê Đức Thịnh kế nhiệm.
Từ 1966 đến 1976, ông được bầu làm Bí thư Thành uỷ Hải Phòng thay ông Hoàng Hữu Nhân, đại biểu Quốc hội nước Việt Nam khoá IV, 5, 6. Ủy viên Ủy ban Thường vụ Quốc hội khóa V.
Năm 1977 ông Trần Đông nguyên Giám đốc Công an Hải phòng được cử thay ông làm Bí thư Thành ủy Hải Phòng. Ông nghỉ hưu cùng năm đó và qua đời tại Hải Phòng ngày 22/3/2000.
Do công lao thành tích cống hiến, ông đã được tặng: Huân chương Độc lập hạng nhất, Huân chương Kháng chiến hạng nhất, Huân chương chống Mỹ hạng nhất , Huy chương vì an ninh tổ quốc, Huy chương vì hệ trẻ.